# Cratere Richards (Venere)
Richards è un cratere sulla superficie di Venere. È dedicato alla chimica statunitense Ellen Swallow Richards.